# The Killing Room
Pour plus de détails, voir Fiche technique et Distribution.
The Killing Room est un film américain réalisé par Jonathan Liebesman, sorti en 2009.

## Synopsis
Quatre personnes s'inscrivent à un programme de recherche en psychologie et se retrouvent au cœur d'une expérience brutale.

## Fiche technique
- Titre : The Killing Room
- Réalisation : Jonathan Liebesman
- Scénario : Gus Krieger, Ann Peacock et Gus Krieger
- Musique : Brian Tyler
- Photographie : Lukas Ettlin
- Montage : Sean Carter
- Production : Guymon Casady, Ross M. Dinerstein, Benjamin Forkner et Bobby Schwartz
- Société de production : Winchester Capital Partners, Entertainment 360 et Eleven Eleven Films
- Société de distribution : Genius Entertainment (États-Unis, vidéo), Seven Sept (France, vidéo)
- Pays :  États-Unis
- Genre : thriller
- Durée : 93 minutes
- Dates de sortie : 
  -  États-Unis : 13 octobre 2009 (vidéo)
  -  France : 23 novembre 2010 (vidéo)

## Distribution
- Nick Cannon : Paul Brodie
- Clea DuVall : Kerry Isalano
- Timothy Hutton : Crawford Haines
- Chloë Sevigny (VF : Sybille Tureau) : Emily Reilly
- Peter Stormare (VF : Patrick Poivey) : Dr Phillips
- Shea Whigham : Tony Mazzolla